# Automne Pavia
Automne Pavia (ur. 3 stycznia 1989) – francuska judoczka. Brązowa medalistka olimpijska z Londynu oraz mistrzostw świata w Czelabińsku, mistrzyni Europy.
Walczy w kategorii do 57 kilogramów i to w niej sięgnęła po medal olimpijski. Zawody w 2012 były jej pierwszymi igrzyskami olimpijskimi. W tym samym roku została również brązową medalistką mistrzostw Europy. Brązowa medalistka mistrzostw świata (2014). Ma w dorobku medale mistrzostw kontynentu w rywalizacji drużynowej: złoto w 2011 i srebro w 2012. Dwa razy zostawała mistrzynią Francji. Wcześniej odnosiła sukcesy w rywalizacji juniorskiej. Startowała w Pucharze Świata w latach 2009, 2010, 2012 i 2018 roku